# Seznam danskih astronomov
Seznam danskih astronomov.

## A
- Heinrich Louis d'Arrest

## B
- Tycho Brahe  (Tyge Ottesen Brahe)

## D
- John Dreyer

## H
- Peter Andreas Hansen
- Ejnar Hertzsprung

## L
- Hans Emil Lau (1879 – 1918)
- Christen Longberg

## M
- Andreas Mogensen (astronavt)

## P
- Holger Pede-rsen (1946  –)

## R
- Ole Christensen Rømer

## S
- Bengt Strömgren (1908 – 1987)

## T
- Thorvald Nicolai Thiele (1838 – 1910)

## W
- Richard Martin West (1941 –)